# 白川優子
白川 優子（しらかわ ゆうこ、1973年 - ）は、国境なき医師団に所属する日本人看護師。埼玉県出身。2010年から8年間、国境なき医師団（MSF）の看護師として17回の派遣を経験し、2018年の途中から日本事務局で海外派遣スタッフの採用担当をしている。

## 生い立ち
1973年、埼玉県で生まれる。両親は自宅で家電の部品製造をしており、2つ離れた弟が1人いる。7歳の時にテレビを通じて国境なき医師団を知ったが、高校生になるまでは看護師になろうとは思っていなかった。
特に進路については深く考えていなかったが、「看護師になりたい」という友人の言葉に影響を受け、一念発起して看護師を目指すことにした。そして、坂戸鶴ヶ島医師会立看護専門学校の定時制課程に3期生として入学した。

## 経歴
専門学校時代には、午前中は病院勤務、午後は学校で勉強という忙しい日々を過ごした。1996年に看護師資格を取得したのち、地元の病院で3年間働き看護師としての経験を積んだ。1999年、26歳の時に国境なき医師団（MSF）がノーベル平和賞を受賞したことを知り、改めてMSFへの想いが芽生えた。その後すぐにMSFの説明会に参加したが、英語が必要ということを知り愕然とする。MSFの夢を諦めそうになっていた時、母親から「今諦めてもその想いは10年続く。だったら今留学しなさい」という言葉を受けて留学を目指すことにした。そして留学資金を貯めるために3年間産婦人科医院で働き、2003年7月からオーストラリアのメルボルンへ留学した。
留学後半年間は語学学校に通い、2004年2月にオーストラリアカトリック大学へ入学した。通常3年かかるコースであったが看護師資格を持っているため1年を免除され、2006年に同大学を卒業した。卒業後1年間は内視鏡専門のクリニックで勤め、その後大学時代に実習をしたロイヤル・メルボルン病院で働き始めた。同病院では3年半働き、改めてMSFの門を叩くため2010年4月に帰国した。

### 国境なき医師団にて
帰国後すぐに国境なき医師団（MSF）に参加登録をし、2010年8月からスリランカ北部のポイント・ペドロで8ヶ月間活動した。その後2011年6月からパキスタンのペシャワールで半年間妊産婦支援に携わり、その次に2012年6月からイエメンのアデンで3ヶ月間活動した。実際の紛争地で活動したのはこのイエメンが初めてだった。イエメンでの活動後、同年9月から内戦中のシリアへ派遣される。イドリブ県の小さな村に密かに設置された病院で勤務し、内戦によって傷ついた市民の治療にあたった。同年11月後半には病院周辺への爆撃も経験したが、幸いにも本人を含め怪我人はいなかった。シリアでの3ヶ月間の活動を通じて紛争解決に興味を持った白川は、ジャーナリストを目指そうと考えた。しかし、知人のジャーナリストに相談したところ門前払いをくらい、結果的にはそのまま看護師を続けることとなった。そして2013年6月からイドリブ県の同じ病院へ派遣され、再び3ヶ月間の活動を行なった。この際、ある17歳の少女との関わりをきっかけに改めて看護師の仕事にやりがいを感じ、今後も看護師を続けることを決心した。
2014年2月から、南スーダン北東部のマラカルにある政府運営の病院に派遣された。この病院では国際赤十字と連携で活動しており、MSFは救急室を担当していた。11日に南スーダン入りした白川はナイル川沿いの避難民集落支援を任され、初日の16日はボートで現地の視察を行った。しかし、宿舎に戻ると反政府軍がマラカルへ攻めてくるという連絡があり、MSFのスタッフは国連敷地内へ避難することとなった。2月18日から戦闘が始まり、国連敷地の入り口近くには市民が殺到した。白川を含むMSFスタッフは赤十字と協力して入り口に集まった市民の治療にあたった。その後空港が反政府軍に占拠され、空輸による物資の支援も停止した。2月22日、ようやく戦闘が終結し、国連の輸送機がやってくるという知らせが入った。しかし白川はマラカル市民救助のため他のMSF職員と共に現地に残った。そして自動車を用いて市街地から国連基地まで負傷者を輸送した。結局、マラカルでは2ヶ月半にわたって活動を続け、同年4月に帰国した。
心身ともに疲労を感じていた白川は、6月から日本オフィスでリクルーターとして働き始めた。その後翌年2015年9月まで同じ役職で勤務をし、10月からイエメンへ再び派遣された。当初白川は当時の首都サナアに滞在した。短期間でサナアも戦闘に巻き込まれると見込んでの派遣だったが、実際にはサナアが戦闘に巻き込まれることはなく、チームは2週間で解散となった。その際白川自身も帰国を検討したが、MSFの元同僚のカナダ人医師から「イエメン北部にある3つの医療施設で滅菌室を作ってほしい」との依頼を受けイエメンに留まることを決めた。新しく白川が派遣されたのはアムラーン県のハミールにあるMSF宿舎で、4チーム約18名が滞在していた。白川のチームは地方にあるクリニックを巡回する「アウトリーチ」という活動を担当した。巡回当初のクリニックはいずれも爆撃によって被害を受けており、水道や電気も通っていなかった。そのため「滅菌室を作るのは無理だ」と考えたが、友人医師から「創造力を働かせて」と励まされ最終的には滅菌用のシステムを作り上げた。白川らが活動を始めた頃の10月26日、サアダ県にあったMSFの病院が爆撃されるという事件が起きた。幸い患者やスタッフに被害は出なかったが、空爆によって建物は全壊し中の器具も破壊されてしまった。この影響で、白川自身も日本のテレビ局から生中継の取材を受けた。
2015年12月、イエメンから帰国した白川はすぐに次の派遣に向けた準備を始め、同月末にはパレスチナのガザ地区へ向かった。ガザ市にあるMSF宿舎は以前に白川が泊まった場所よりもはるかに恵まれていた一方、街には空爆の音が頻繁に鳴り響いていた。また、現地の若い男性がイスラエル兵に銃撃を受けることが多く、銃創の治療がメインになっていた。その後現地で4ヶ月の活動を終え、日本へ帰国した。

## 著書
- 『紛争地の看護師』小学館、2018年